# TN 81 (核弾頭)
TN 81はフランスが開発した核弾頭。ASMP空対地ミサイル用の弾頭であり、フランスにおける核戦力の一翼を担っている。ASMP用の核弾頭としてはTN 80に続くものである。
熱核弾頭であり、核出力は100-300kt。起爆装置には低感度爆薬を用い、安全性を高めている。60発が生産されている。なお、ASMPを運用できる機体はフランス空軍のミラージュIV爆撃機（1996年核兵器運用中止）、ミラージュ2000N戦闘攻撃機およびフランス海軍航空隊のシュペルエタンダール攻撃機である。後に、ラファールによる運用も可能とされた。